# Bortom synd och skam
Bortom synd och skam är den svenske bluesmusikern Rolf Wikströms nionde studioalbum som soloartist, utgivet på skivbolaget Nacksving 1984. 1988 utgavs det på nytt tillsammans med albumet Blås ut mitt månljus, denna gången på skivbolaget MNW.

## Låtlista
Där inte annat anges är låtarna skrivna av Rolf Wikström.
A
1. "It's Gonna Work Out Fine" – 2:52
2. "Halvfart" – 4:27
3. "Ring mitt jobb" – 3:37
4. "Jag är bluesman" – 3:17
5. "En valsmelodi" – 5:00

B
1. "Gud på tunnelbanan" – 3:15
2. "Döden är ingen trött gammal man" – 3:27
3. "En öl till" – 3:19
4. "Bortom synd och skam" – 6:17
5. "Du kommer att ångra dej" – 3:08

## Medverkande
- Yvonne Fortes – kör
- Kristoffer Hansén – bas
- Thomas Jutterström – elorgel
- Ali Lundbohm – trummor
- Lasse Olofsson – piano
- Tommy Rander – regiassistent
- Malte Sjöstrand – orgel, saxofon
- Bengt Göran Staaf – tekniker
- Lars Torndahl – foto
- Rolf Wikström – sång, gitarr

## Listplaceringar
| Lista (1984) | Topplacering |
| ------------ | ------------ |
| Sverige      | 48           |

### Fotnoter
1. 1 2  ”Bortom synd och skam”. Svensk mediedatabas. Arkiverad från originalet den 14 februari 2019. https://web.archive.org/web/20190214002659/https://smdb.kb.se/catalog/search?q=Rolf+Wikstr%C3%B6m&x=0&y=0. Läst 8 januari 2013.
2. ↑  Placeringar på den svenska albumlistan